# 中坪镇 (瓮安县)
中坪镇，是中华人民共和国贵州省黔南布依族苗族自治州瓮安县下辖的一个乡镇级行政单位。
2013年6月24日，贵州省人民政府批复同意瓮安县部分乡镇行政区划调整，将原鱼河乡高枧村划入中坪镇。

## 行政区划
中坪镇下辖以下地区：
中坪社区、中坪村、水耳村、艾州村、新土村、茶店村和高枧村。